# Indywidualne Mistrzostwa Europy Juniorów na Żużlu 1983
Indywidualne Mistrzostwa Europy Juniorów na Żużlu 1983 – cykl turniejów żużlowych mających wyłonić najlepszych żużlowców do lat 21 na świecie. Tytuł wywalczył Australijczyk Steve Baker. Oficjalnie zawody rozegrane zostały pod szyldem indywidualnych mistrzostw Europy juniorów.

## Finał
- 24 lipca 1983 r. (niedziela),  Lonigo – Stadion Santa Marina

| Msc. | Zawodnik              | Kraj            | Pkt |             |  |
| ---- | --------------------- | --------------- | --- | ----------- |  |
| 1    | Steve Baker           | Australia       | 13  | (2,3,3,3,2) |  |
| 2    | David Bargh           | Nowa Zelandia   | 12  | (3,3,u,3,3) |  |
| 3    | Marvyn Cox            | Wielka Brytania | 11  | (0,3,2,3,3) |  |
| 4    | John Jørgensen        | Dania           | 10  | (3,3,1,0,3) |  |
| 5    | Oleg Wołochow         | ZSRR            | 10  | (1,1,3,3,2) |  |
| 6    | Neil Evitts           | Wielka Brytania | 10  | (2,2,2,1,3) |  |
| 7    | József Petrikovics    | Węgry           | 9   | (3,2,0,2,2) |  |
| 8    | Valentino Furlanetto  | Włochy          | 8   | (3,u,3,2,u) |  |
| 9    | Peter Carr            | Wielka Brytania | 7   | (2,d,3,1,1) |  |
| 10   | Zenon Kasprzak        | Polska          | 6   | (1,1,0,2,2) |  |
| 11   | Sándor Tihanyi        | Węgry           | 5   | (0,2,2,u,1) |  |
| 12   | Jan Oswald Pedersen   | Dania           | 5   | (u,2,1,2,0) |  |
| 13   | Wołodymyr Trofimow    | ZSRR            | 5   | (2,0,1,1,1) |  |
| 14   | Heinz Huber           | RFN             | 4   | (1,u,2,1,0) |  |
| 15   | Andres Kovacs         | Węgry           | 3   | (0,1,1,0,1) |  |
| 16   | Giorgio Zaramella     | Włochy          | 1   | (1,0,0,–,–) |  |
|      | rez. Armando Castagna | Włochy          | 0   | (0,d)       |  |
|      | rez. Wojciech Załuski | Polska          | ns  |             |  |